# Menno Tamminga
Menno Tamminga, (1957) is een Nederlandse onderzoeksjournalist informatie-analist, publicist, columnist en redacteur.

## Onderzoeksjournalist
Menno Tamminga is de zoon van Jenze Tamminga, die van 1972 tot 1984 hoofdredacteur was van het dagblad Trouw.
Menno Tamminga volgde zijn economieopleiding aan de VU Amsterdam van 1975-1983.
Vanaf 1984 was hij werkzaam voor de NMB en was hij redacteur bij het Financieele Dagblad.
In 1994 werd hij financieel redacteur van NRC Handelsblad. Daarnaast schrijft hij voor NRC columns.
Thema's in zijn artikelen zijn ondernemingsbeleid en economie. Tamminga schreef in 2009 een reeks artikelen over de verkoop van ABN AMRO. Tamminga was bestuurslid van het PCM-pensioenfonds. In 2022 ging Tamminga met pensioen.

## Auteur
Over Nederlandse bedrijven die in hoog tempo in buitenlandse handen vallen schreef hij in 2009 De uitverkoop van Nederland. In De vuist van de vakbond gaf hij een analyse de rol van de vakbond FNV vanaf 1997.
Zijn belangstelling voor de geschiedenis van Tweede Wereldoorlog mondde uit in twee boeken. Zijn Wij zijn vrij! is gebaseerd op twintig dagboeken uit de laatste jaren van de oorlog over de bevrijding van Zutphen, Warnsveld en De Hoven. Twee gekregen foto's uit familiebezit vormden de aanzet tot Het geheime luik. Hierin wordt het verhaal verteld van een zus en een broer die bijna drie jaar samen ondergedoken zaten in Brummen.

## Erkenning
Samen met Heleen de Graaf en Philip de Witt Wijnen kreeg hij voor de artikelenreeks over de verkoop van ABN AMRO in 2007 De Tegel in de categorie 'Achtergrond'. Ook won hij tweemaal de Financiële Persprijs.

## Prijzen
- De Tegel (2007)
- Financiële Persprijs